# Кукаркин, Борис Васильевич
Бори́с Васи́льевич Кука́ркин (30 октября 1909, Нижний Новгород — 15 сентября 1977, Москва) — советский астроном.

## Биография
Родился в Нижнем Новгороде в 1909 году, был третьим ребёнком в семье в семье учителя русской словесности Василия Васильевича Кукаркина и Елены Александровны, урождённой Аллендорф, дочери статского советника А. А. Аллендорфа.
Окончив школу, занимался самообразованием и в 18-летнем возрасте возглавил обсерваторию Нижегородского общества любителей физики и астрономии, пробыв на этом посту до 1931 г.
В 1928 г. выступил инициатором создания бюллетеня «Переменные звёзды» и был его ответственным редактором на протяжении 49 лет. Был членом-корреспондентом Русского общества любителей мироведения.
В 1931—1932 гг. — астроном Ташкентской обсерватории.
С 1932 г. работал в Московском университете.
В 1935 г. без защиты диссертации, по совокупности работ присвоена степень кандидата физико-математических наук.
Участник Великой Отечественной войны, окончил войну в звании капитана авиации. После войны был направлен в Германию в составе группы офицеров для отбора научного оборудования, которое могло быть вывезено в СССР в счёт репарационных платежей. В числе прочего оборудования по рекомендации Б. В. Кукаркина был реквизирован 40-см астрограф Зоннебергской обсерватории, который до настоящего времени используется Крымской лабораторией ГАИШ.
В 1947 г. защитил докторскую диссертацию.
С 1951 г. — профессор МГУ, в 1952—1956 гг. — директор ГАИШ, в 1956—1960 гг. — заведующий отделом переменных звёзд ГАИШ, с 1960 г. — заведующий кафедрой звёздной астрономии (с 1965 г. — кафедра звёздной астрономии и астрометрии) МГУ и заведующий отделом изучения Галактики ГАИШ.
В 1949—1961 гг. — заведующий редакцией астрономии Большой Советской Энциклопедии.
Умер 15 сентября 1977 года, направляясь на заседание Учёного совета ГАИШ, на котором он собирался выступить. Похоронен на Донском кладбище в Москве.

## Вклад в науку
Основные труды в области исследований переменных звёзд и строения звёздных систем.
В 1928 г. обнаружил зависимость между периодом и спектральным классом затменных переменных звёзд.
В 1934 г. совместно с П. П. Паренаго установил статистическую зависимость между амплитудой вспышки и продолжительностью циклов между вспышками у переменных типа U Близнецов, что привело к предсказанию ими вспышки новоподобной звезды T Северной Короны.
Провел исследования кривых блеска, периодов и светимостей цефеид.
Вместе с Паренаго составил каталог-картотеку различных характеристик переменных звёзд, который лег в основу «Общего каталога переменных звёзд» (ОКПЗ), созданного под его руководством по поручению Международного астрономического союза московскими исследователями переменных звёзд. Первое издание ОКПЗ вышло в свет в 1948 г. и содержало сведения о 10 912 звёздах. Третье издание ОКПЗ и дополнения к нему (1969—1976 гг.) содержат сведения о 26 000 переменных звёзд и других нестационарных объектов.
Развил концепцию существования различных звёздных населений в Галактике и доказал разновременность возникновения разных галактических объектов. Наряду с работами В. Г. В. Бааде, исследования Кукаркина способствовали окончательному утверждению представлений о Галактике как о звёздной системе, состоящей из взаимопроникающих подсистем.
Результатом всестороннего изучения Кукаркиным шаровых скоплений была изданная в 1974 г. его монография «Шаровые звёздные скопления», в которой приведены уточненные им данные о расстояниях, светимостях, химическом составе и других характеристиках скоплений.
Ряд работ посвящён исследованию межзвёздного поглощения света по цветовым эквивалентам более 7000 звёзд. Уточнил величину межзвёздного поглощения и характер его зависимости от длины волны.
В соавторстве с П. П. Паренаго написал книгу «Переменные звезды и способы их наблюдения» (1-е изд. 1938, 2-е изд. 1947), сыгравшую большую роль в популяризации изучения переменных звёзд в нашей стране. Один из авторов монографии «Переменные звезды» (т. 1—3, 1937—1947), ответственный редактор коллективной монографии «Нестационарные звезды и методы их исследования» (т. 1—5, 1970—1974).
Председатель Комиссии по переменным звёздам Астрономического совета АН СССР (с 1956 г.), президент Комиссии № 27 «Переменные звезды» Международного астрономического союза (1952—1958 гг.), вице-президент этого союза (1955—1961 гг.).

## Награды
- орден Трудового Красного Знамени (28.11.1959)
- орден Красной Звезды
- медали
- Премия имени Ф. А. Бредихина (1950) — за работу «Строение и развитие звёздных систем на основе изучения переменных звёзд».

## Память
В честь Б. В. Кукаркина П. Ф. Шайн назвала малую планету № 1954.